# پرزیدنشال لیکس استیتس (نیوجرسی)
پرزیدنشال لیکس استیتس (به انگلیسی: Presidential Lakes Estates) یک منطقهٔ مسکونی در ایالات متحده آمریکا است که در پمبرتون، نیوجرسی واقع شده‌است. پرزیدنشال لیکس استیتس ۲٫۸۰۹ کیلومتر مربع مساحت و ۲٬۳۶۵ نفر جمعیت دارد و ۷۷ متر بالاتر از سطح دریا واقع شده‌است.